# Anna Lodron
Anna Lodron (1500 circa – 12 novembre 1556) è stata una nobildonna italiana.

## Biografia
Era figlia del conte di Lodron Parisotto Antonio Lodron (1463-1505) e di sua moglie Maria Anna Brembati.
Anna sposò l'11 settembre 1519 in seconde nozze Georg von Frundsberg, militare tedesco e fece da tutrice ai sette figli del marito, avuti dal precedente matrimonio con Caterina von Schrofenstein († 24 febbraio 1518). Suo fratello Ludovico Lodron abbracciò il mestiere delle armi, che percorse quasi per tutta la vita sotto le insegne del cognato Georg. Anna amministrò con saggezza le numerose proprietà del marito, quando egli era assente a causa delle lunghe campagne militari.
Morì nel 1556 e venne sepolta nei pressi di Schwäbisch Hall, nel Baden-Württemberg.

## Discendenza
Anna e Georg ebbero quattro figli:
- Siguna (1522-?), sposò Erasmo di Venningen
- Giorgio
- Filippo (1524-?)
- Giovanni Corrado (1524-?)

Dopo la morte del marito, avvenuta a Mindelheim il 20 agosto 1528, Anna si risposò nel 1533 con Erasmus Schenk di Limpurg in Sontheim (152-1553), dal quale ebbe 3 figli:
- Anna
- Federico
- Caterina.